# Tranzisztoros rádió

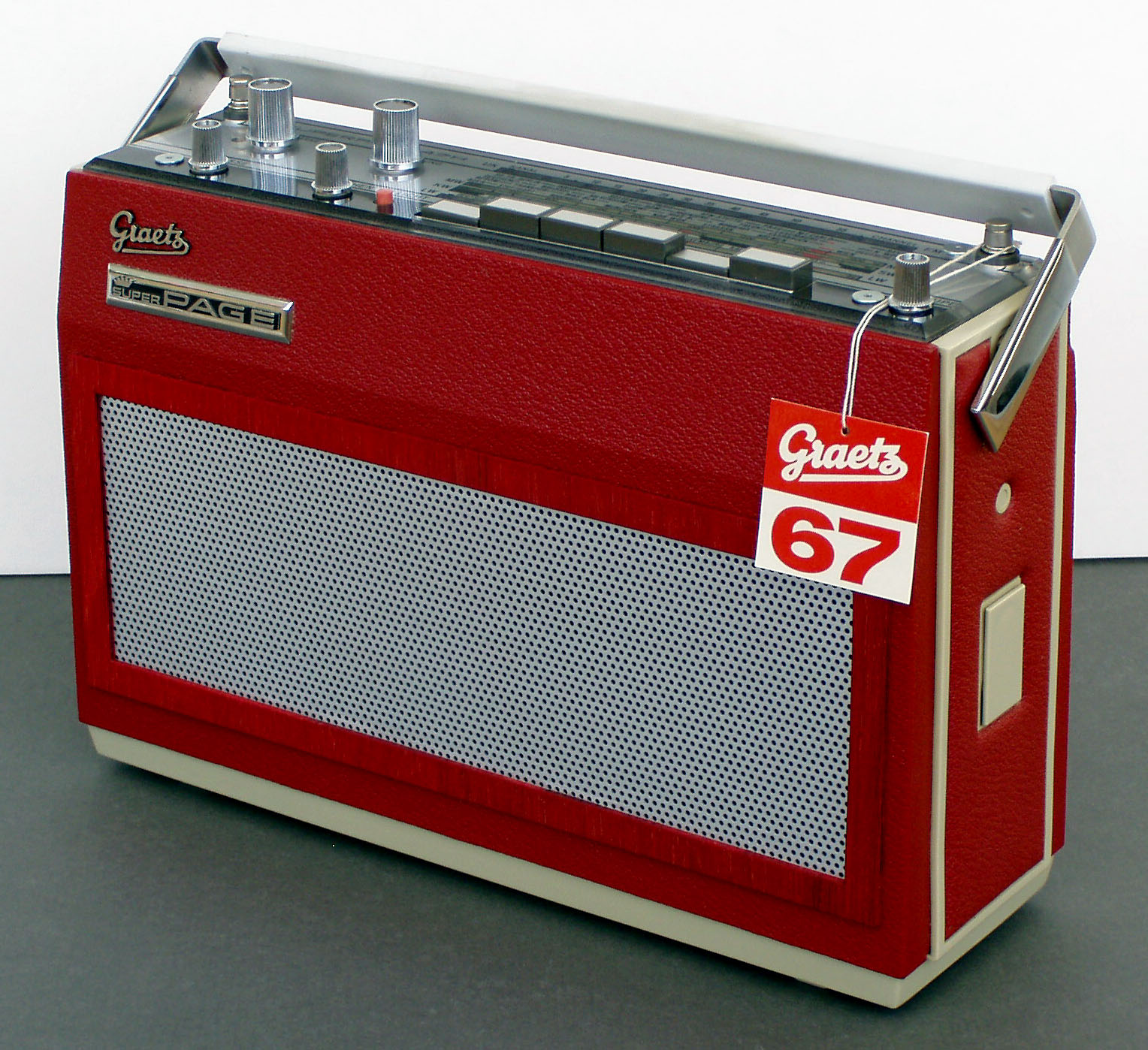
Tranzisztoros táskarádió 1967-ből

A tranzisztoros rádió a rádió-vevőkészülékek olyan típusa, amely elektroncsövek helyett tranzisztorokat használ erősítésre; a jelek demodulálására ugyancsak félvezetőből gyártott eszközöket használnak.

## Történet

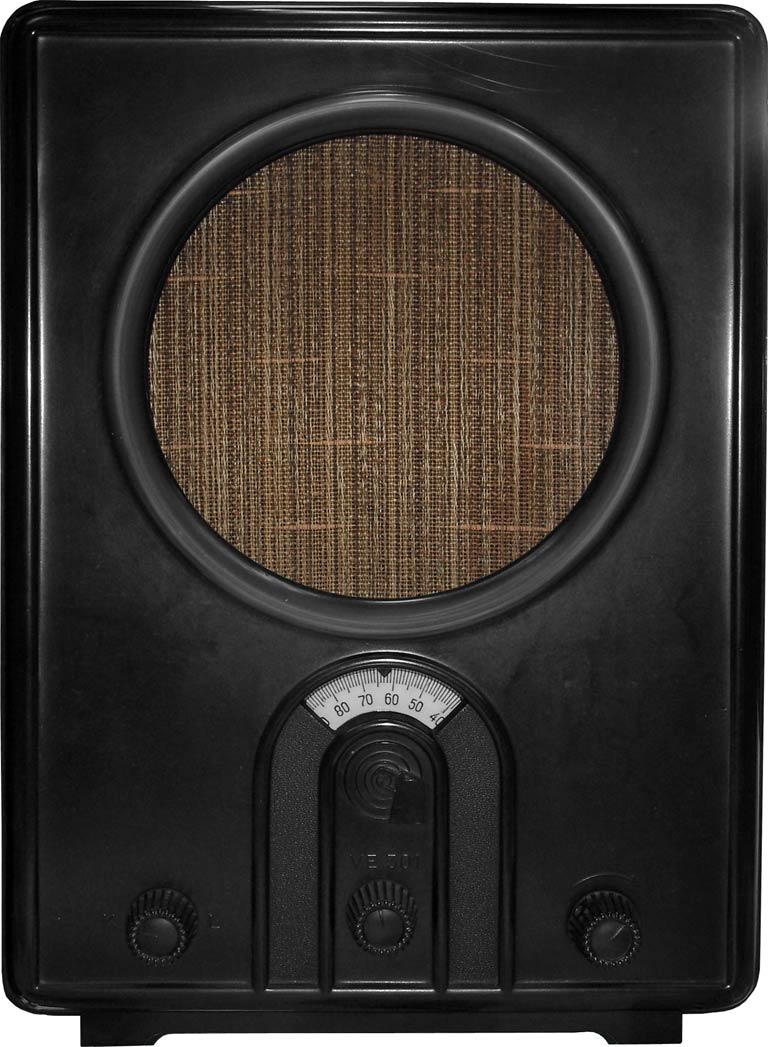
Elektroncsöves rádió

Régebben tipikusan kisebb bútor méretű elektroncsöves rádiókat gyártottak, ám a tranzisztor feltalálása 
után elterjedt  a táska-, illetve zsebrádiók gyártása. Táska- és zsebrádiókat korábban is gyártottak miniatűr vagy szubminiatür elektroncsövekkel. A tranzisztoros készülékek hangminősége eleinte gyengébb volt az elektroncsövesekénél. Az első, kereskedelemben is kapható tranzisztoros rádió a Regency TR-1 volt, mely germánium alapú Texas Instruments tranzisztorokból építettek.

## Tápellátás
A tranzisztoros rádiók 4,5-12 V közötti tápfeszültséggel működnek, hordozhatók, ellentétben a csöves rádiókkal, ahol a csövek fűtéséhez jelentős teljesítményre volt szükség, ezért jelentősen többet fogyasztottak, valamint az anódfeszültségük általában 60-300 V között volt, ami javításkor érintésvédelmi kérdéseket is felvetett.

## Előnyök és hátrányok a csöves rádiókhoz képest
Előnyök:

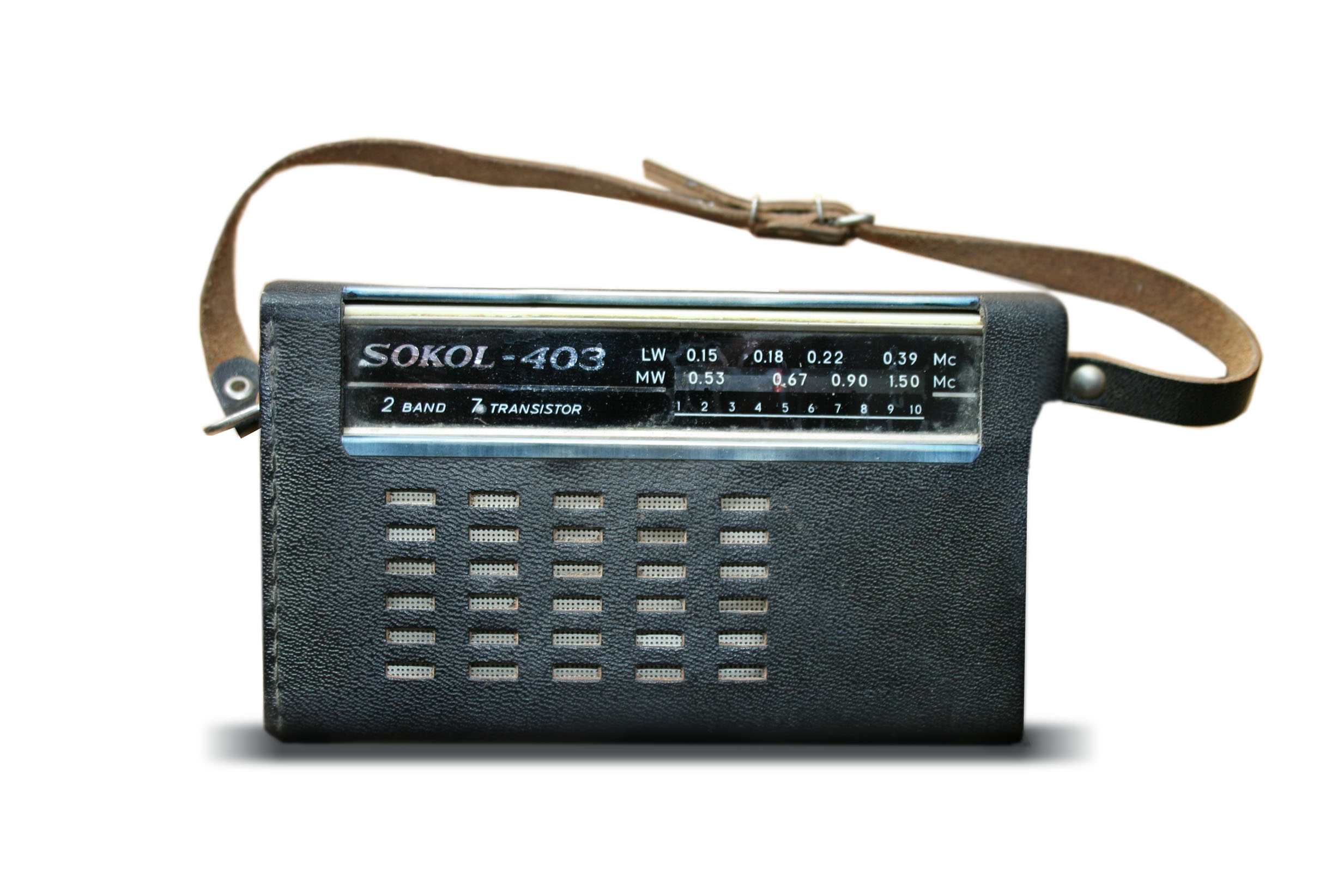
SOKOL rádió. Ez a zsebrádió nagyon elterjedt típus volt Magyarországon, hosszú- és középhullámú adást vett. Belső felépítését tekintve középfrekvenciás (ún. KF) trafós, kimenőtrafós, Ge-tranzisztoros

- Nincs bemelegedési idő (A hőegyensúly eléréséhez azonban szükség lehet valamennyi időre)
- Kis méret
- Könnyebb hordozhatóság (telepes anódpótlóval a csöves is hordozható, azon nagyobb és rövidebb az üzemideje)
- Alacsony tápfeszültség (nincs áramütés-veszély)
- Jelentősen kisebb melegedés, a katódfűtés hiánya miatt.
- Tartós (nem ég ki az elektroncső, a germánium-tranzisztorok azonban messze nem voltak olyan megbízhatóak, mint a mai szilícium-tranzisztorok)

Hátrányok:
- Eleinte rosszabb hangminőség
- Sok tranzisztor kell hozzá (Eleinte a tranzisztorok is drágák voltak)

## Belső felépítés

Szovjet Orljonok tranzisztoros rádió kibontott képe KF-trafókkal, kimenőtrafóval, trimmerekkel (Méret: 58 × 84 × 28 mm)

Ezek a rádiók általában 6, 7, vagy 9, esetleg 12 vagy több tranzisztor felhasználásával másolták le a 3-4 elektroncsöves készülékek működését. Egyes rádiók végfokozatához kimenő transzformátor kell (eleinte egyszerűbb volt PNP germánium tranzisztorokból építve, trafóval megoldva rádiót építeni, mint komplementer párokat használni), míg másoknál 2-3 tranzisztor alkotja a végfokozat erősítő részét.  Az egyenes rendszerű vevők azonban mentesek az efféle hangoló alkatrészektől. Példa erre a 9 tranzisztoros „Junoszty 102” típus, amely sem KF-trafót, sem kimenőtrafót, sem trimmereket nem tartalmaz. Az alkatrészeket nyomtatott huzalozású lemezen helyezik el, szemben az elektroncsöves rádiók szerelőlapos, valamint légszereléses technológiájával.